# Шандуров, Дмитрий Юрьевич
Дмитрий Юрьевич Шандуров (род. 20 мая 1976, Пенза) — российский хоккеист, нападающий; тренер.

## Биография
Воспитанник пензенского «Дизелиста». Выступал за команды «Дизелист» / «Дизель» (1993/94 — 1994/95, 1996/97, 1999/2000, 2006/07 — 2009/10), «Авангард» Тамбов (1995/96), «Лада» Тольятти (1996/97, 1997/98, 1998/99), «Салават Юлаев» Уфа (1997/98), ЦСК ВВС Самара (1998/99), «Спартак» Москва (1999/2000, 2003/04 — 2004/05), «Амур» Хабаровск (2000/01), «Витязь» Подольск (2000/01), «Крылья Советов» Москва (2001/02 — 2002/03), «Торпедо» Нижний Новгород (2005/06).
Тренер «Дизеля-2» / «Дизелиста» (2010/11 — 2011/12, 2015/16). Тренер (2017/18 — 2020/21, 2023, с 2024/25), исполняющий обязанности главного тренера (2023/24, с 27 декабря «Дизеля». Тренер «Тамбова» (2021/22 — 2022/23).